# Герсе (спутник)
Герсе — нерегулярный спутник Юпитера. Также известен под номером S/2003 J 17.

## Открытие
Был обнаружен 6 февраля 2003 года группой астрономов из Гавайского университета под руководством Бретта Глэдмана. 9 ноября 2009 года спутник получил официальное название Герсе — в честь Герсы (Эрсы), персонажа греческой мифологии. В честь неё также назван и другой спутник Юпитера — Эрса.

## Орбита
Герсе совершает полный оборот вокруг Юпитера на расстоянии в среднем 22 992 000 км за 714 дней, 11 часов и 17 минут. Орбита имеет эксцентриситет 0,2378. Наклон ретроградной орбиты к эклиптике 164,917°. Принадлежит к группе Карме.

## Физические характеристики
Диаметр Герсе составляет около 2 км. Плотность оценивается 2,6 г/см³, так как спутник состоит предположительно из преимущественно силикатных пород. Очень тёмная поверхность имеет альбедо 0,04. Звёздная величина равна 23,4m